# Latouchia swinhoei
Latouchia swinhoei är en spindelart som beskrevs av Pocock 1901. Latouchia swinhoei ingår i släktet Latouchia och familjen Ctenizidae. Inga underarter finns listade i Catalogue of Life.